# Skagit River and Newhalem Creek Hydroelectric Projects
Les Skagit River and Newhalem Creek Hydroelectric Projects sont un district historique américain dans le comté de Whatcom, dans l'État de Washington. Situé au sein de la Ross Lake National Recreation Area, il comprend de nombreux objets, entre autres le barrage Diablo et une locomotive à vapeur exposée à Newhalem. Il est inscrit au Registre national des lieux historiques depuis le 26 avril 1996.